# Толегенов, Бахтияр Куанышевич
Бахтияр Куанышевич Толегенов (род. 5 января 1976, Тюлькубасский район) — казахстанский боксёр, представитель полулёгкой весовой категории. Выступал за сборную Казахстана по боксу во второй половине 1990-х годов, чемпион Азии, победитель и призёр турниров международного значения, участник летних Олимпийских игр в Атланте.

## Биография
Бахтияр Толегенов родился 5 января 1976 года в Тюлькубасском районе Чимкентской области Казахской ССР.
Дебютировал на международной арене в сезоне 1994 года, когда вошёл в состав казахстанской национальной сборной и выступил на чемпионате мира среди юниоров в Стамбуле — здесь в 1/8 финала полулёгкой весовой категории проиграл болгарину Димитру Штилянову.
В 1995 году одержал победу на чемпионате Азии в Ташкенте и побывал на чемпионате мира в Берлине, где в 1/16 финала был остановлен кубинцем Арнальдо Месой.
Благодаря череде удачных выступлений удостоился права защищать честь страны на летних Олимпийских играх 1996 года в Атланте, однако уже в первом своём бою в категории до 57 кг встретился с американцем Флойдом Мейвезером и потерпел досрочное поражение во втором раунде — у него открылось кровотечение из носа, и врачи запретили ему продолжать поединок.
После Олимпиады Толегенов остался в составе боксёрской команды Казахстана и продолжил принимать участие в крупнейших международных соревнованиях. Так, в 1998 году он выиграл серебряную медаль на Кубке химии в Галле, уступив в решающем финальном поединке украинцу Александру Луценко.
В 1999 году был лучшим на международном турнире «Трофео Италия» в Неаполе, стал бронзовым призёром Кубка короля в Бангкоке, боксировал на мировом первенстве в Хьюстоне — здесь уже на предварительном этапе полулёгкого веса проиграл американцу Рикардо Хуаресу и сразу же выбыл из борьбы за медали.